# Antonio Corgos
Antonio Corgos Cervantes, né le 10 mars 1960 à Barcelone, est un athlète espagnol spécialiste du saut en longueur. 

## Biographie

### Palmarès
| Date | Compétition                    | Lieu        | Résultat | Performance |
| ---- | ------------------------------ | ----------- | -------- | ----------- |
| 1980 | Jeux olympiques                | Moscou      | 7e       | 8,09 m      |
| 1981 | Championnats d'Europe en salle | Grenoble    | 2e       | 7,97 m      |
| 1982 | Championnats d'Europe          | Athènes     | 2e       | 8,19 m      |
| 1983 | Championnats du monde          | Helsinki    | 7e       | 8,06 m      |
| 1983 | Jeux méditerranéens            | Casablanca  | 2e       | 7,75 m      |
| 1983 | Championnats ibéro-américains  | Barcelone   | 2e       | 7,90 m      |
| 1984 | Jeux olympiques                | Los Angeles | 10e      | 7,69 m      |
| 1988 | Jeux olympiques                | Séoul       | 5e       | 8,03 m      |
| 1989 | Championnats d'Europe en salle | La Haye     | 2e       | 8,12 m      |

### Records
| Épreuve          | Épreuve      | Performance | Lieu   | Date         |
| ---------------- | ------------ | ----------- | ------ | ------------ |
| Saut en longueur | En plein air | 8,23 m      | Madrid | 24 août 1980 |